# Qoros 3
Qoros 3 – samochód osobowy produkowany przez chińską markę Qoros od 2013 roku. Został zaprojektowany przez projektanta Mini - Gerta Hildebranda. Pojazd został zaprezentowany podczas salonu samochodowego w Genewie w 2013 roku.

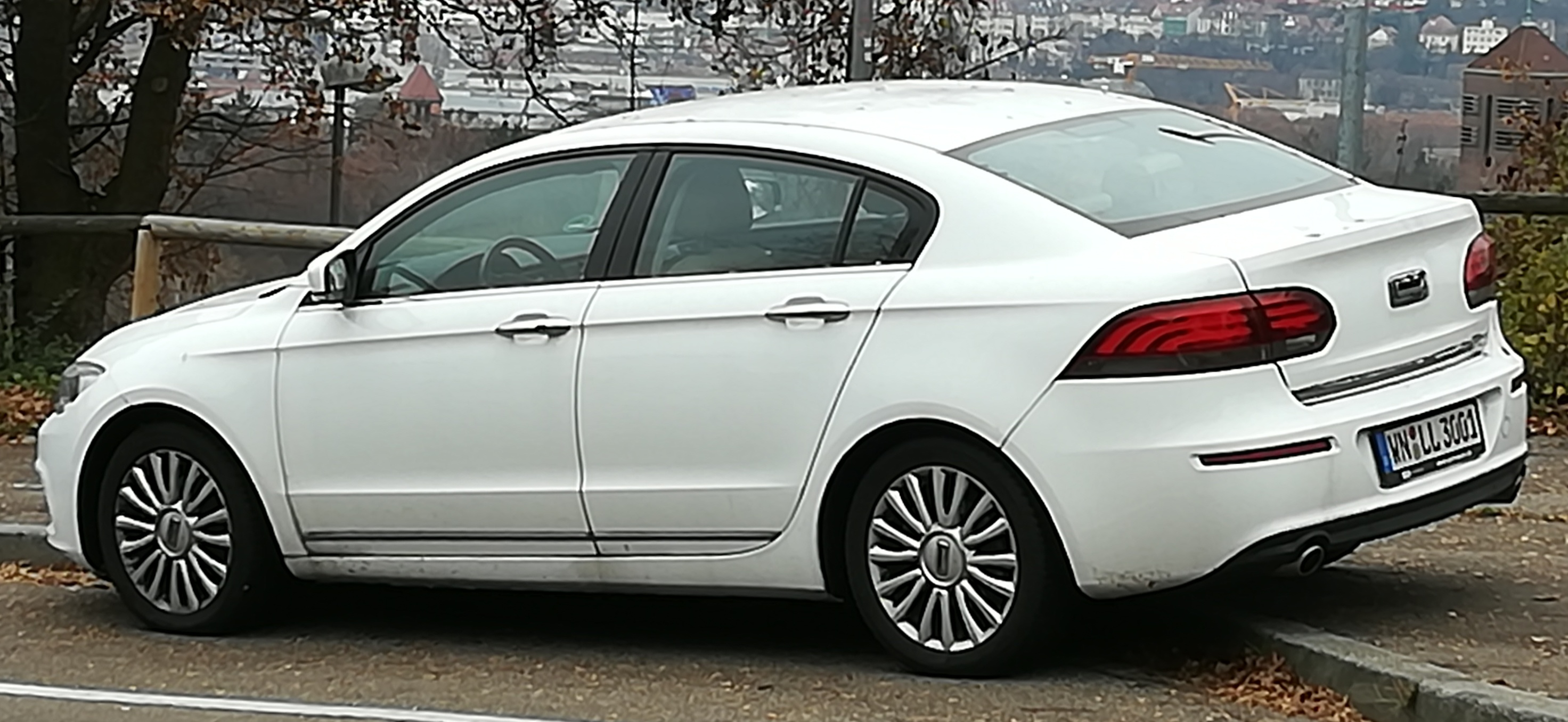
Tył Qoros 3 w wersji sedan

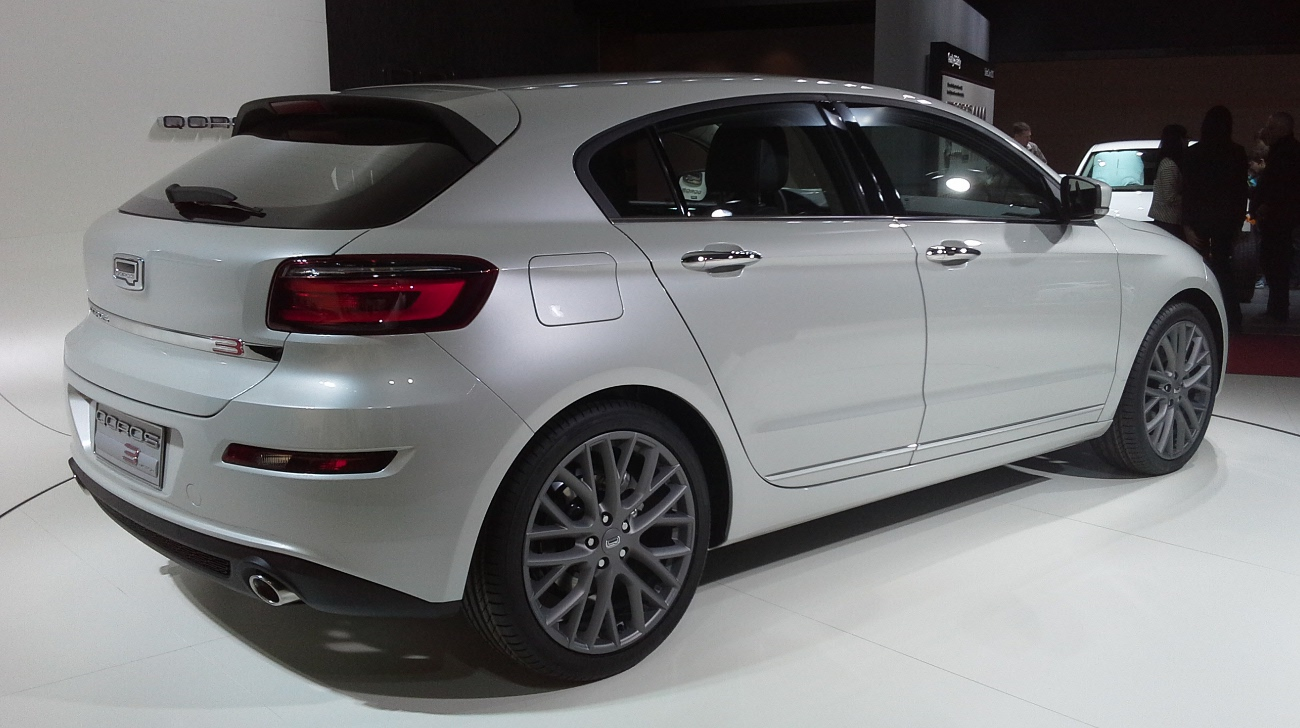
Tył Qoros 3 w wersji hatchback

Samochód początkowo nazywać się miał "GQ3", jednak po protestach Audi zmieniono nazwę na "3". We wrześniu 2013 roku przeszedł testy bezpieczeństwa Euro NCAP, w których zdobył 5 gwiazdek. Jest to pierwszy chiński samochód, który spełnia wymogi europejskiego bezpieczeństwa.
Pojazd posiada nowoczesny design, który powstał w zespole kierowanym przez Niemca Gerta Volkera Hildebranda, który przed przyjściem do nowej marki pracował w m.in. Mini i Mitsubishi. 
Od 26 września 2013 roku pojazd można kupić w Bratysławie. Jest to pierwszy rynek europejski oferujący Qorosa 3. Samochód oferowany jest za 20 960 euro. W Chinach dostępny będzie pod koniec 2013 roku.
Pod koniec grudnia 2013 roku zaprezentowano pierwsze zdjęcia Qorosa 3 w wersji hatchback. Oficjalny debiut tego pojazdu miał miejsce w marcu 2014 roku na salonie genewskim. Samochód technicznie jest pokrewny z sedanem, różnice dotyczą w zasadzie tylko tylnej części nadwozia. Qoros 3 Hatchback trafi do europejskich salonów w maju. Wersja hatchback otrzymała nowy przedni zderzak z okrągłymi światłami przeciwmgłowymi.
W styczniu 2014 roku samochód wyróżniony został tytułem Best in Class przyznawanym cyklicznie najbezpieczniejszym pojazdom ubiegłego roku przez Euro NCAP

## Wersje wyposażeniowe
- Essence
- Experience
- Elegance - światła do jazdy dziennej wykonane w technologii LED, reflektory ksenonowe, 17-calowe alufelgi, nawigacja, system multimedialny, skórzana tapicerka.

W standardowym wyposażeniu pojazdu znajduje się m.in. system kontroli stabilizacji toru jazdy, system przypominający o niezapiętych pasach bezpieczeństwa, klimatyzację, system audio, elektryczne szyby i lusterka, centralny zamek z pilotek, 6 poduszek powietrznych, 8-calowy wyświetlacz LCD.